# Livedoor Wireless
livedoor Wireless（ライブドアワイヤレス）は、かつてライブドアが2005年12月に開始した公衆無線LANサービスの名称。
プロトコルとしてはIEEE 802.11b/gを使用する。

## 経緯

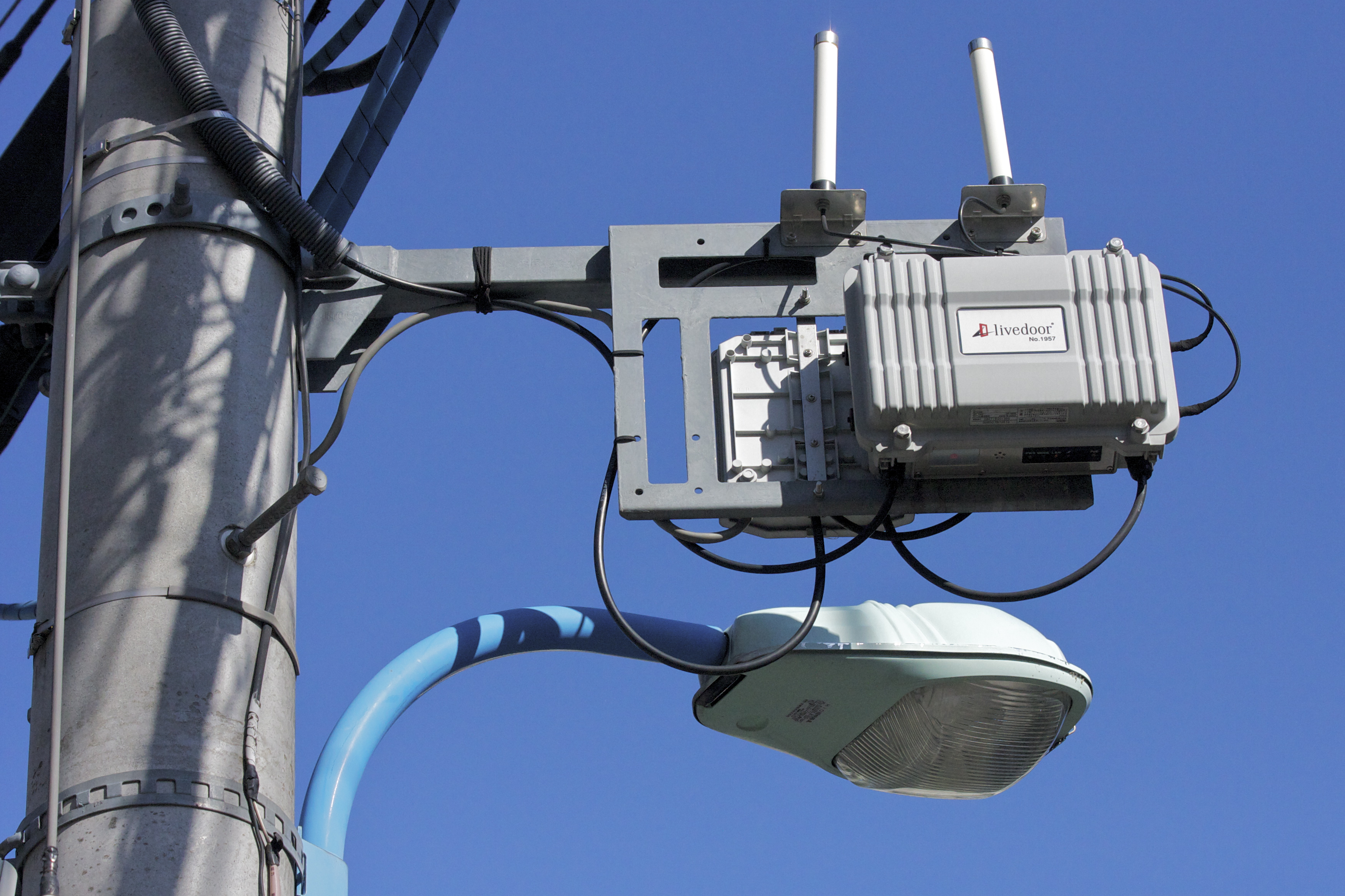
電柱に取り付けられたアクセスポイント

2005年6月にD-cubicという名称で事業を発表（のちに現在の名称に変更）。既存の公衆無線インターネットが、「ホットスポット」という言葉で表されるように、飲食店や駅などを中心とする「点」の展開であったのに対して、電柱などにアクセスポイントを設置することにより、当面都心部限定ながらも広範囲をカバーする「面」の展開を行うと発表し、月額525円という低料金もあって話題となった。また、2005年12月にはトリプレットゲートとも提携し、Wireless Gate加入者も利用可能である。
アクセスポイントの設置工事と並行して、7月から新宿や元々ライブドアがあった六本木を皮切りに無料試験サービスを開始。当初の予定では、9月末までにJR山手線の内側に2200個のアクセスポイントを設置し、10月から有償サービスを開始するとしていたが、郵政解散に伴う衆議院議員総選挙が9月に行われ、選挙運動期間中は屋外での作業に制約があったことから工事が予定より遅れたと発表。
有償サービス開始は2度延期され12月開始となり、またその時点でのアクセスポイント数は1182個とみられている（有償サービス開始直前になって、アクセスポイントの情報が所在地の一覧から地図上の検索に変更され、正確なアクセスポイント数を簡単に知ることができなくなった）。
その後も徐々にアクセスポイントが追加され、2006年7月3日をもって予定の2200個の設置を完了したとしているが、それまでに公表された値を累積すると1949個となり、数字に隔たりがある。
| 情報更新日 | 公表AP数 | 備考                             |
| ---------- | -------- | -------------------------------- |
| 2005/ 9/27 | 210      | 当初予定での有償サービス開始直前 |
| 2005/10/27 | 930      |                                  |
| 2005/11/24 | 1182     | 有償サービス開始直前             |
| 2005/12/29 | 1371     |                                  |
| 2006/3/31  | 1756     |                                  |
| 2006/7/3   | 1949     | 予定の2200個設置完了を発表       |

2006年1月の堀江貴文社長ら幹部の逮捕により同社の動向が注目されたが、本サービスは運営を続けていくことが発表されている。
しかし、当初の計画では、上記の2200個のアクセスポイントを設置した後、第二次計画としてYOZANとの提携により4000個のアクセスポイントを設置するとしていたものの、上記事件とそれに伴う株式上場廃止などの影響により事業の見直しを余儀なくされ、YOZANとの提携を解消し、当面は第一次計画の2200個の設置に注力することとなった。
そのため、サービスエリアは2006年8月現在、東京都内でもJR山手線の内側および沿線付近、また喫茶室ルノアールとその系列の店舗のみとなっている。
なおlivedoor Wirelessでは面展開を謳っているものの、以下のような理由により面展開にはほど遠いとの批判もある。
- アクセスポイントの設置状況が十分でない。
- 2.4GHz帯の特性により、屋内や見通しの利かない場所には電波が届きにくい。その結果多くの場合はアクセスポイントを見通せる電源も無い路上で使うというシーンになり利用がかなり限定される。
- 一方、アクセスポイントのアンテナ仕様の関係で電波は下向きに放射されているため、アクセスポイントより上の階ではあまり使えない。

さらに、セキュリティ面でも批判がある
- MACアドレス認証があり、MACアドレスを盗聴され、なりすましされる危険性がある[1]
- インフラ的にはWPA/WPA2/802.1xに対応していて、近い将来一般ユーザーにサービスとして開放されるようだが、[2]、未だに開放されていない。

2008年2月2日には、FONとの提携を発表。FON利用者に対して無料でlivedoor Wirelessが利用できるようになった(2011年2月28日終了)。2011年7月1日からはソフトバンクWi-Fiスポットの利用者が利用できるようにアクセスポイントが設定された。
2011年10月 Wi2 300へのローミングエリア提供終了。それとともに、livedoor WirelessエリアではWi2 300の自営のエリアとして開始。12月1日にライブドアの公衆無線LAN事業がKDDIに譲渡された。livedoor WirelessはネットワークインフラをKDDIが提供し、アクセスポイントなどの設備をライブドアが設置する形でサービスが進められていたが、この譲渡でKDDIがアクセスポイントも合わせて一括管理する形となる。ライブドアはKDDIの代理店的な形でlivedoor Wirelessのサービス自体を継続し、KDDIとグループ会社のワイヤ・アンド・ワイヤレスはau Wi-Fi SPOTやWi2 300でのlivedoor Wirelessへのローミングサービスから自社アクセスポイントへと切り替えている。
2012年6月30日、ソフトバンクWi-Fiへのエリア提供終了。2013年1月25日には新規会員募集が停止。4月30日にサービス提供終了。

## サービスプラン
無料お試しサービス
Thinkpark内の一部エリアでのみ使える。livedoor IDの登録者であれば誰でも無料で利用可能。ただし接続できるのはライブドアの各種サービスに限られ、外部のインターネットへの接続はできない。また暗号化がかかっていないため通信路のセキュリティが保たれない。ESSIDはlivedoor-free。
有償サービス
livedoor IDおよびlivedoorウォレットの登録者を対象とした有償サービス。接続先の制限はなく、暗号化はWEP。ESSIDはlivedoor-web。
eduroam
eduroamユーザーを対象とした無償サービス。暗号化はWPA2-EAP(EAP-PEAP)。ESSIDはeduroam-livedoor。